# Willi Werner
Willi Werner (ur. 1895, zm. ?) – zbrodniarz nazistowski, członek załogi niemieckiego obozu koncentracyjnego Mauthausen-Gusen i SS-Oberscharführer.
Z zawodu ogrodnik. Członek NSDAP (od 1 maja 1933) i Waffen-SS. W latach 1943–1945 kierował Oberilzmühle, podobozem KL Mauthausen. Do lutego 1945 przebywało tam 70 więźniów, później tylko 20. Werner katował wówczas więźniów wielu narodowości (między innymi Polaków, Francuzów, Belgów i Holendrów) metalowym prętem, a także bił ich po twarzy i kopał za błahe przewinienia. We wrześniu 1944, kiedy miała miejsce ucieczka trzech więźniów narodowści polskiej, powiedział esesmanom przy zgromadzonych na placu apelowych więźniach, iż nie chce już oglądać zbiegów żywych. W trakcie pościgu strażnicy zastrzelili ucieknierów, a ich ciała pokazano w obozie dla przestrogi. Z kolei w październiku 1944 Werner zastrzelił we własnej kwaterze niemieckiego więźnia, który pracował u niego jako służący. Później twierdził, iż uczynił to w samoobronie.
Po zakończeniu wojny zasiadł na ławie oskarżonych w procesie załogi Mauthausen-Gusen (US vs. Willi Werner i inni), który toczył się przed amerykańskim Trybunałem Wojskowym w Dachau w dniach 21–22 lipca 1947. Na ławie oskarżonych zasiadł także inny esesman z Oberilzmühle Bruno Schmidt. Werner został skazany na 10 lat więzienia, natomiast Schmidta uniewinniono.